# 長棘奈氏鱈
長棘奈氏鱈，為輻鰭魚綱鱈形目鼠尾鱈科的其中一種。分布於印度洋區，包括南非、莫三比克及太平洋區，包括日本南部、中國、澳洲等海域，棲息在中水層，水深約560至900公尺，體長可達28公分，生活習性不明。